# Sante Perticaro
Sante Perticaro (Trieste, 13 gennaio 1958) è un politico italiano.

## Biografia
Dirigente d'azienda, è stato consigliere regionale del Veneto con la Democrazia Cristiana dal 1985 al 1994 e assessore regionale all'Urbanistica, Politiche della casa, Viabilità e Trasporti dal 1993 al 1994, è stato parlamentare della Repubblica alla Camera dei deputati per una legislatura dal 1994 al 1996, eletto con il Centro Cristiano Democratico nel collegio di Mirano.